# Elsterglanz und der Schlüssel für die Weibersauna
Elsterglanz und der Schlüssel für die Weibersauna ist der zweite Spielfilm des Komikerduos Elsterglanz.

## Handlung
Am Süßen See wurde die erste Sauna in den neuen Bundesländern eröffnet, die nur Frauen vorbehalten ist. Svenni und Gilli wollen unbedingt den Schlüssel für diese Sauna in ihren Besitz bringen, um das dortige Treiben beobachten zu können. Zunächst versuchen die beiden, vom Originalschlüssel mit Hilfe eines Seifenabdrucks ein Duplikat zu gießen. Zwar gelingt es, den Saunabesitzer durch eine „Umgestaltung“ des Saunaplakates minutenlang abzulenken und so den Seifenabdruck des Saunaschlüssels herzustellen, der Abguss des Schlüssels misslingt jedoch völlig. Mit der Hilfe von Bekannten kommen Svenni und Gilli in den Besitz der Baupläne des Saunaobjektes und planen, aus dem stark gesicherten Schlüsselraum den Zweitschlüssel zu entwenden. Dazu wird die Katze eines Bekannten ausgeliehen (Preis: ein Kasten Sternburg-Export pro Tag), da diese zum einen zu leicht ist, um durch die Bodensensoren den Alarm auszulösen, und zum anderen Türen von innen öffnen kann. Damit die Katze auch die Laser- und Hitzesensoren nicht auslöst, wird für sie eine Hundejacke mit Reflektoren und Kühlakkus präpariert. Auch dieser Plan misslingt jedoch. Da auch noch die Polizei unvorhergesehen früh am Tatort eintrifft, müssen Svenni und Gilli flüchten.
Dabei beobachten sie, wie der Klingone, eine Star-Trek-mäßig bekleidete Person, einen halb verfallenen Tunnel betritt. Svenni und Gilli folgen ihm, können ihn im Tunnel aber nicht finden. Stattdessen treffen sie auf den Teufel, der ihnen erklärt, dass der Klingone einen Pakt mit ihm geschlossen hatte, aber nicht einhalten konnte, weswegen er jetzt in der Hölle sei. Daraufhin schließen auch Svenni und Gilli einen Pakt mit dem Teufel, indem sie ihm ihre Seelen verschreiben und dafür Geld, Ruhm und Frauen erhalten sollen. Sie können aber ihre Seelen zurückerhalten, wenn sie ein vom Teufel aufgegebenes Rätsel lösen. Bei Gilli misslingt der Pakt allerdings, weil er Stiefel mit einer stark isolierenden Sohle trägt, die die Macht des Teufels aus der Hölle (also von unten) nicht durchdringen kann. Daraufhin gelangt nur Svenni zu Ruhm, Geld und Frauen und bricht die Verbindung zu Gilli ab. Dieser bedauert das sehr und versucht Svennis Seele vom Teufel zurückzuholen. Dieser verlangt dafür außer der Lösung des Rätsels sieben neue Seelen. Gilli gelingt es durch List, sieben Unterschriften für den Teufelspakt zu erhalten, u. a. von Cindy aus Marzahn bei einer Autogrammstunde und von Olaf Schubert als Vertreter der Freiwilligen Feuerwehr gegen das Versprechen, den lange erwarteten neuen Löschschlauch zu beschaffen. Daraufhin entzieht der Teufel Svenni dessen Reichtum in einem für diesen denkbar ungünstigen Moment wieder. Mit Hilfe eines Hellsehers, der Svenni durch Grillrauch, Steakduft und das Anschlagen einer Sternburg-Flasche in Trance versetzt, gelingt es, auch das vom Teufel aufgegebene Rätsel zu lösen. Dafür erhalten sie vom Teufel Svennis Seele, Gillis Seele – und den ersehnten Saunaschlüssel. Am Ende des Filmes sind damit alle Probleme gelöst – bis die Feuerwehr von Gilli den versprochenen Feuerwehrschlauch fordert und ihm dafür nur drei Stunden gibt. Gilli ist entsetzt, denn aufgrund des untergeschobenen Paktes steht nun die Feuerwehr mit dem Teufel im Bund.

## Hintergrund
Wie bereits beim ersten Film des Komikerduos wurden die Nebenrollen fast ausschließlich mit Freunden und Bekannten des Duos besetzt. Die Darsteller benutzen den mansfeldischen Dialekt. Gastauftritte haben Cindy aus Marzahn, Olaf Schubert und Tobias Künzel.

## Sonstiges
Der Film hatte am 20. Mai 2016 im Theater in Eisleben Premiere. Im Unterschied zum ersten Elsterglanz-Film kam er bereits kurz nach der Premiere, nämlich am 9. Juni 2016, in die Kinos von UCI, Cinestar und Cinemaxx in 35 Städten in den neuen Bundesländern. Auch dieser Film wurde im Mansfelder Land sowie in der Lutherstadt Eisleben gedreht.

## Kritik
„Zwischen Schenkelklopfern und leisem Wahnsinn, zwischen Filmzitaten und Anspielungen auf regionale Eigenheiten der nicht eben von einem unzähmbaren Aufschwung geplagten Region, entwickelt sich ein Wettrennen von gedanklicher Volte zu gedanklicher Volte. Jede Szene hat ihre liebevoll angerichteten Details, ihre Querverweise, ihre liebevollen Anspielungen auf political correctness, Unterbesetzung der Polizei im ländlichen Raum und triste Medienklischees.“

„Eine Achterbahnfahrt voller schräger Gags, teilweise wirklich genialer Einfälle, eine beachtliche schauspielerische Leistung aller Beteiligten und eine erstaunlich professionell wirkende Produktion.“